# 尼文鎮區 (阿肯色州傑佛遜縣)
尼文鎮區（英語：Niven Township）是位於美國阿肯色州傑佛遜縣的一個行政鎮區。

## 地方資料
尼文鎮區的面積為31.59平方千米，當中陸地面積為31.51平方千米，而水域面積為0.08平方千米。根據2010年美國人口普查的數據，當地共有人口1682人，而人口密度為每平方千米53.24人。